# Putla Villa de Guerrero (kommun)
Putla Villa de Guerrero är en kommun i Mexiko.   Den ligger i delstaten Oaxaca, i den sydöstra delen av landet, 300 km söder om huvudstaden Mexico City. Antalet invånare är 10 925.
Följande samhällen finns i Putla Villa de Guerrero:
- Putla Villa de Guerrero
- Santo Domingo del Estado
- San Juan Teponaxtla
- Malpica
- San Pedro Siniyuvi
- San Isidro del Estado
- Santiago Yosotiche
- Guadalupe Nuevo Tenochtitlán
- Concepción de Guerrero
- San Antonio de Juárez
- San Isidro de Morelos
- El Campanario
- La Palizada
- Agua Dulce
- Gregorio Álvarez
- Hidalgo
- Santa Cruz Progreso
- Río de las Peñas
- Charloco
- Unión Nacional
- Tierra Colorada
- San Marcos Mesoncito
- Plan de Ayala
- Chapultepec
- Zaragoza Siniyuvi
- Llano de Zaragoza
- San Marcos Coyulito